# ارمیا (رمان)
ارمیا نخستین اثر بلند رضا امیرخانی است که در حوزهٔ ادبیات مقاومت نوشته شده‌است.

## خلاصهٔ داستان
ارمیا که اهل شمال شهر تهران و دانشجو است ، در جبههٔ جنگ ایران و عراق حضور می‌یابدو در روزهای پایانی جنگ ، دوستش مصطفی، را بر اثر انفجار در سنگر از دست می‌دهد. ارمیا که متحول شده است، حتی پس از پایان جنگ و بازگشت به تهران هم نمی‌تواند از فکر جبهه و جنگ بیرون بیاید. او در ادامهٔ سیر و سلوک عرفانی‌اش به جنگل‌های شمال می‌رود و در یک معدن مشغول به کار می شود. تا اینکه خبر درگذشت روح‌الله خمینی را می‌شنود . . .

## جوایز
ارمیا در دومین دوره کتاب سال دفاع مقدس، در اولین دوره جشنواره فرهنگی و هنری مهر شایسته تقدیر شناخته شد. این کتاب به عنوان کتاب برگزیده بیست سال ادبیات دفاع مقدس انتخاب شده است.

## ترجمه کتاب
این کتاب به زبان اردو ترجمه شده است.
این رمان با ترجمه حسن علیمی بکتاش به زبان ترکی ترجمه و توسط انتشارات کوسر ترکیه منتشر شد. این رمان به زبان عربی هم ترجمه شده است.